# Горлиці
Го́рлиці (пол. Gorlice ɡɔrˈlʲit͡sɛ, Ґорлі́це; нім. Görlitz; їд. גאָרליץ Gorlitz) — один з центрів Лемківщини, місто в південній Польщі. Адміністративний центр Горлицького повіту (центр повіту з 1865 року) Малопольського воєводства. До 1945 року Горлиці належали до Краківського воєводства, після закінчення ІІ Світової війни увійшли до складу новоутвореного Ряшівського воєводства. У 1975—1998 роках місто адміністративно належало до Новосандецького воєводства. Розташоване на північній межі Низьких Бескидів, прилегла західна частина гірського масиву називається Горлицькі Бескиди. Найвищою точкою є гора Мусялівка (379 метрів над рівнем моря). За даними перепису населення з 30 червня 2024 року, у Горлицях мешкало 25 367 осіб. У місті розташований завод гірничих машин «Ґлінік».
У місті діє Горлицький греко-католицький монастир сестер василіянок та Руська бурса.

## Географія
У місті річка Сенкувка впадає у річку Ропу.

### Клімат
| Клімат Горлиць          | Клімат Горлиць | Клімат Горлиць | Клімат Горлиць | Клімат Горлиць | Клімат Горлиць | Клімат Горлиць | Клімат Горлиць | Клімат Горлиць | Клімат Горлиць | Клімат Горлиць | Клімат Горлиць | Клімат Горлиць | Клімат Горлиць |
| Показник                | Січ.           | Лют.           | Бер.           | Квіт.          | Трав.          | Черв.          | Лип.           | Серп.          | Вер.           | Жовт.          | Лист.          | Груд.          | Рік            |
| Середній максимум, °C   | −0,7           | 2,0            | 7,1            | 12,7           | 18,4           | 21,2           | 22,8           | 22,9           | 18,2           | 12,8           | 4,9            | 0,3            | 11,9           |
| Середня температура, °C | −4,3           | −2,5           | 1,8            | 7,0            | 12,1           | 15,0           | 16,5           | 15,8           | 12,0           | 7,3            | 1,5            | −2,7           | 6,6            |
| Середній мінімум, °C    | −8,1           | −6,7           | −2,9           | 1,6            | 6,0            | 9,2            | 10,7           | 10,1           | 7,0            | 2,9            | −1,7           | −6,1           | 1,8            |
| Днів з опадами          | 7              | 6              | 7              | 9              | 11             | 12             | 11             | 9              | 8              | 7              | 8              | 8              | 103            |
| ----------------------- | -------------- | -------------- | -------------- | -------------- | -------------- | -------------- | -------------- | -------------- | -------------- | -------------- | -------------- | -------------- | -------------- |
| Джерело: www.yr.no      |                |                |                |                |                |                |                |                |                |                |                |                |                |

## Історія

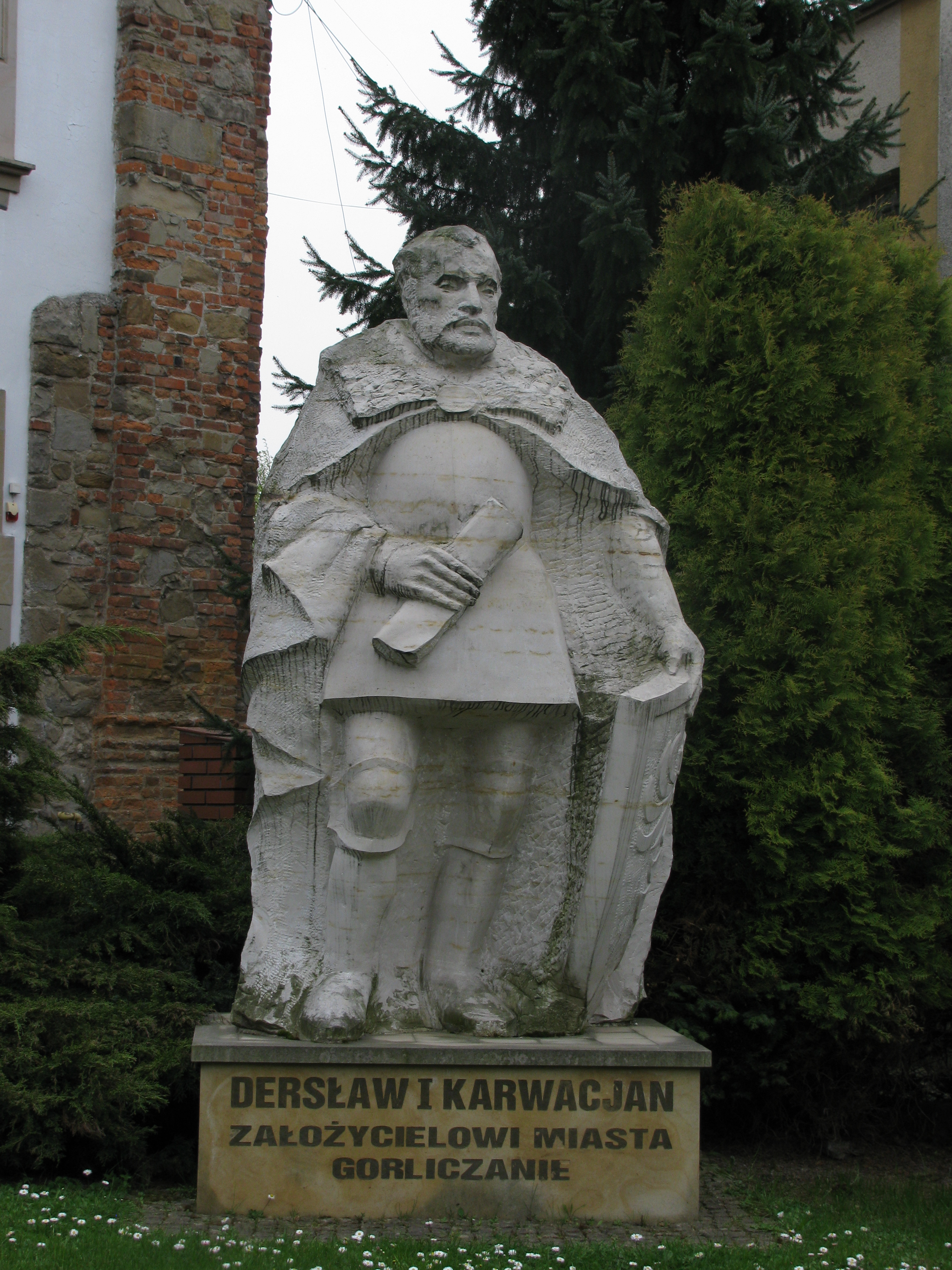
Пам'ятник засновнику міста Дерславу Карвацяну

Точна дата заснування міста невідома. Мартін Кромер вважав 1355 роком заснування міста. У його хроніці вказано, що 1354 року Дерслав Карвацян отримав від короля Казимира ІІІ привілей заснування міста Горлиці у місці з'єднання річок Ропи і Сєнкувки. Згідно із записами, що є у хроніці Кромера, перші мешканці Горлиць прибули сюди з міста Герліц, що в Лужицях.
У другій половині XVI століття власниками Горлиць була родина Пеньонжків з роду Одровонжів. 1625 року половину міста викупила родина Рильських, яка під час «Потопу» виступала на стороні коаліції, натомість Пеньонжки були прихильниками короля Яна Казимира. Під владою Пеньонжків та Рильських Горлиці були одним із важливих осередків кальвінізму в Польщі. Місто швидко стало осередком розвитку промисловості й торгівлі в регіоні.
У XIX столітті Горлицький регіон став колискою нафтового промислу. У 1853—1858 роках своє підприємство тут мав Ігнатій Лукасевич, фармацевт, винахідник гасової лампи, «батько» нафтового промислу. У Горлиці була в той час змонтована перша в світі вулична гасова лампа.
1895 року в Горлицях засновано підприємство «Берггайм і МакГарві» — канадець Вільям Генрі МакГарві та австрійський банкір Йоган Берггайм уклали концесію на заснування Галицького Карпатського Нафтового Акціонерного Товариства з головним офісом у Горлицях, а їхнє товариство розпочало функціонувати як Фабрика Машин і Причепів у Глініку Маріампольському.
1865 року Горлиці стали повітовим містом. Відтоді починається процес розвитку міста, що ознаменувався закладанням Міського парку (відкритий у 1900 році), будівництвом шпиталю та перших середніх шкіл (Семінарія навчальна для дівчат — 1904 рік, Гімназія — 1906 рік.)

### Перша світова війна
Активний розвиток міста перервала І світова війна. Після великого бою 2 травня 1915 року прорвана лінія російського фронту під Горлицями. Генерал Тадеуш Розвадовський як командувач 12 Артилерійської Бригади у складі 12 «Краківської» Піхотної Дивізії відіграв ключову роль у тих травневих боях. Командуючи значними силами піхоти та артилерії, він застосував новий спосіб спільного їх застосування, який полягав у артилерійському обстрілі ворожих сил артилерією перед наступом піхоти. Такий метод ведення бойових дій надовго увійшов до арсеналу німецької армії, де отримав назву Feuerwalze. 17 травня Розвадовський таким самим способом, як і під Горлицями, відбив контратаку російських військ у бою під Ярославом, що справило враження на німецького короля Вільгельма II.
Проте, результатом битви під Горлицями було також і те, що у місті було знищено значну частину забудови.

### Друга світова війна
7 вересня 1939 року на теренах Горлицького повіту розпочались бойові дії Другої світової війни. Під час війни в місті діяла делегатура Українського допомогового комітету. Бурмістром Горлиць став Анжей Кваськовський, активіст руху опору. Населення міста було піддано репресіям різної форми з боку окупантів. Вже 21 серпня 1940 року була організована перша облава вулицями міста, під час якої було заарештовано 60 мешканців Горлиць, яких було відправлено до концентраційного табору в Освенцимі. В 1942 році затримано та згодом відправлено до Німеччини учнів колишньої гімназії.
Трагічною також була доля горлицьких євреїв. У жовтні 1941 року створене гетто, яке було ліквідовано у серпні 1942.
Одночасно серед мешканців не забракло волі для самоорганізації на збройний опір гітлерівським окупантам. У 1939 році був утворений осередок Союзу збройної боротьби, який у 1942 році був реорганізований у Штаб округу Армії Крайової Горлиці. 19 січня 1945 року о 16:30 Горлиці були зайняті радянськими військами. У безпосередніх боях за місто загинуло 60 червоноармійців.

### Відносини з УПА
До Другої світової війни українці проживали на землях, що лежали східніше та південніше лінії Влодава-Холм-Замостя-Березів-Горлиці. Частина цих земель, котра залишилась на захід від лінії Керзона, (названа «Закерзонням») відійшла до складу Польщі після Ялтинської конференції 1945 року. На цих теренах за сприяння УПА українці чинили опір терору з боку Армії Крайової та Війська Польського.
В межах Горлицького повіту у 1945 році діяли 3 сотні армії УПА:
- Сотня «Лиса» — 180 вояків;
- Сотня «Бродича» (Романа Горобельського) — 100;
- Сотня «Смирного» (Михайла Федака) — 70-120[10].

Значна частина цих вояків походила з дивізії «Галичина» (Зброї СС «Галичина»). До лав УПА окрім того також вступили приблизно 1000 місцевих чоловіків, переважно лемків. Через нерівність сил у 1946 році з України сюди було скеровано сотню «Горислава» (Модеста Рипецького), яка тероризувала частину місцевих жителів, проводячи каральні акції для осіб, приязних до поляків. Згодом ця сотня попрямувала на Санчивщину. У ніч з 27 на 28 червня 1946 року напала на Уряд Гміни у Лабові, палячи будівлі та знущаючись з місцевих мешканців. Проте під тиском армії сотня змушена була відійти назад на територію Горлицького повіту, де 6 липня атакувала та ліквідувала прикордонний пост.
Сотня «Бродича» під час своєї діяльності на території Горлицького повіту виконала:
- напад на приміщення виборчої дільниці у Снітниці;
- триразовий напад на Регєтув Вишній;
- напад на приміщення виборчої дільниці у Усті Руськім;
- спалила село Чарне;
- підпалила села Ждиня та Смерековці;
- напала на село Гладишів;
- напала та спалила село Клімувка.

Партизани «Смирного» організовували засідки на менші військові частини Війська Польського й грабіжницькі банди, що не давали спокою лемківським селам, атакували пости міліції.
У 1947 році внаслідок проведення операції «Вісла» всіх українців було ув'язнено (концтабір Явожно і численні в'язниці) або депортовано з рідних теренів на понімецькі землі, це унеможливило поповнення загонів УПА вояками з числа місцевих жителів, сотні Бродича та Смирного в боях зазнали численних втрат, а їх рештки відійшли до Чехословаччини. Сотня «Лиса» відійшла на схід.

## Промисловість
Місто є осередком нафтового промислу, машинобудування та деревообробки. Горлиці входять до складу спеціальної економічної зони EURO-PARK MIELEC. Зокрема, у рамках дії СЕЗ, тут працює:
- Gór-Stal Sp. z o. o. — підприємство з виробництва сендвіч-панелей[12];
- Severt Polska Sp. z o.o. — підприємство з виробництва металопродукції[13];
- «WERONICA» Sp. z o.o. — хлібопекарське підприємство[14];

До найбільших підприємств міста, річний оборот яких перевмщує 25 млн.злотих, відносяться:
- фінансова група «Глінік», яка є власником підприємства «GLINIK», що виробляє машини і установки для гірничодобувної промисловості;
- виробництво ізоляційних матеріалів «Матізол» (входить до складу Групи «Боришев»)[15];
- представництво деревообробного підприємства «Forest Gorlice sp. z o.o.»[16].

Останнім часом у регіоні набуває розвитку агротуризм.

## Демографія
Демографічна структура станом на 31 березня 2011 року:
|          | Загалом | Допрацездатний вік | Працездатний вік | Постпрацездатний вік |
| -------- | ------- | ------------------ | ---------------- | -------------------- |
| Чоловіки | 13830   | 2592               | 9742             | 1496                 |
| Жінки    | 14989   | 2352               | 9170             | 3467                 |
| Разом    | 28819   | 4944               | 18912            | 4963                 |

## Телебачення

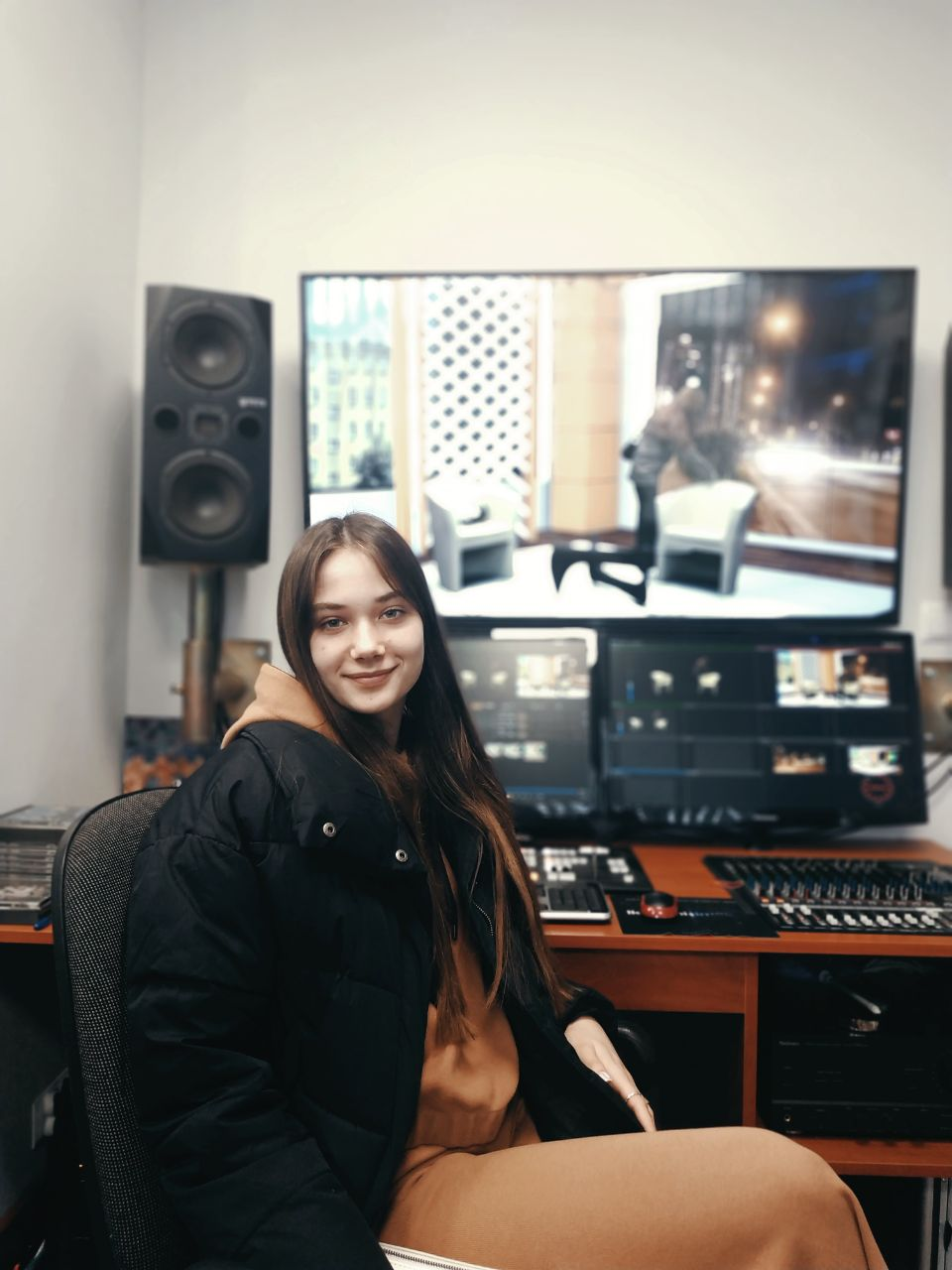
Українська студентка-журналістка у студії телебачення Горліце

У Горлицях є студія телебачення.

## Відомі люди
Народилися
- Антоній Райхенберґ (1825—1903) — польський священник, єзуїт, художник.